# The Elder Scrolls III: Bloodmoon
The Elder Scrolls III: Bloodmoon je druhý oficiální datadisk pro hru The Elder Scrolls III: Morrowind ze série Elder Scrolls. Datadisk Bloodmoon přidává velký, zimní a mrazivý ostrov, z větší částí obývaný Nordy, Solstheim. Ostrov leží zhruba mezi hranicí Skyrimu a Morrowindu. Na rozdíl od datadisku Tribunal není nutno dokončit hlavní linii základní hry.
Kromě nových oblastí, datadisk přidává také nové nepřátele, East Empire Company (Východní Císařská společnost) včetně možnosti se k ní přidat, možnost stát se vlkodlakem.

## Příběh
V hlavní questové linii, hráč začíná splňováním některých menších prací úředníků v imperiálské pevnosti Frostmoth na ostrově  Solstheim. Když je pevnost napadena vlkodlaky, hráč musí najít Nordskou vesnici kmene Skall, která je na severní části ostrova. Hráč musí splnit několik rituálů než ho přijmou do vesnice. Poté je hráč informován o Proroctví krvavého měsíce (Prophercy of Bloodmoon), rituálním lovem, vedeným daedrickým pánem Hircinem. Hircine přenese 4 nejlepší bojovníky z ostrova (včetně hráče) do jeho ledovcové pevnosti, kde musí bojovat, dokud poslední nepřežije. Pokud hráč přežije, musí porazit Hircineho v jedné z jeho podob - síla (medvěd), rychlost (los), nebo lstivost (Hircine v jeho vlastní podobě). Pokud hráč přežije, musí utéct z bořícího se ledovce.